# NHL Entry Draft 2019

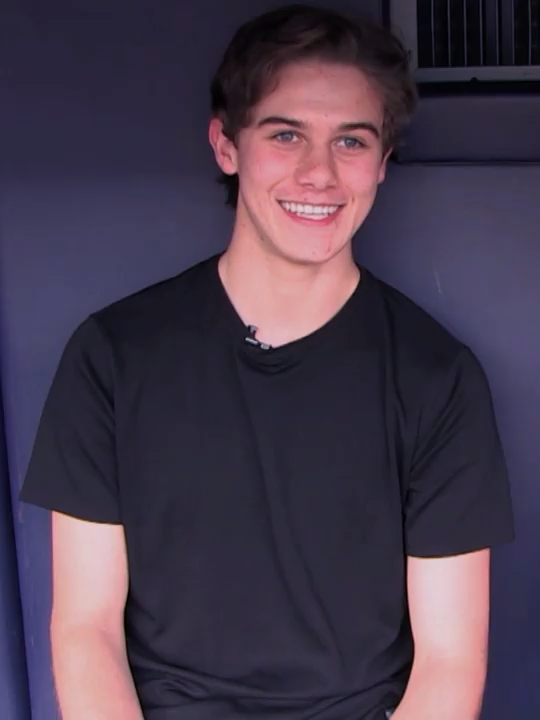
Jack Hughes valdes av New Jersey Devils som förste spelare totalt.

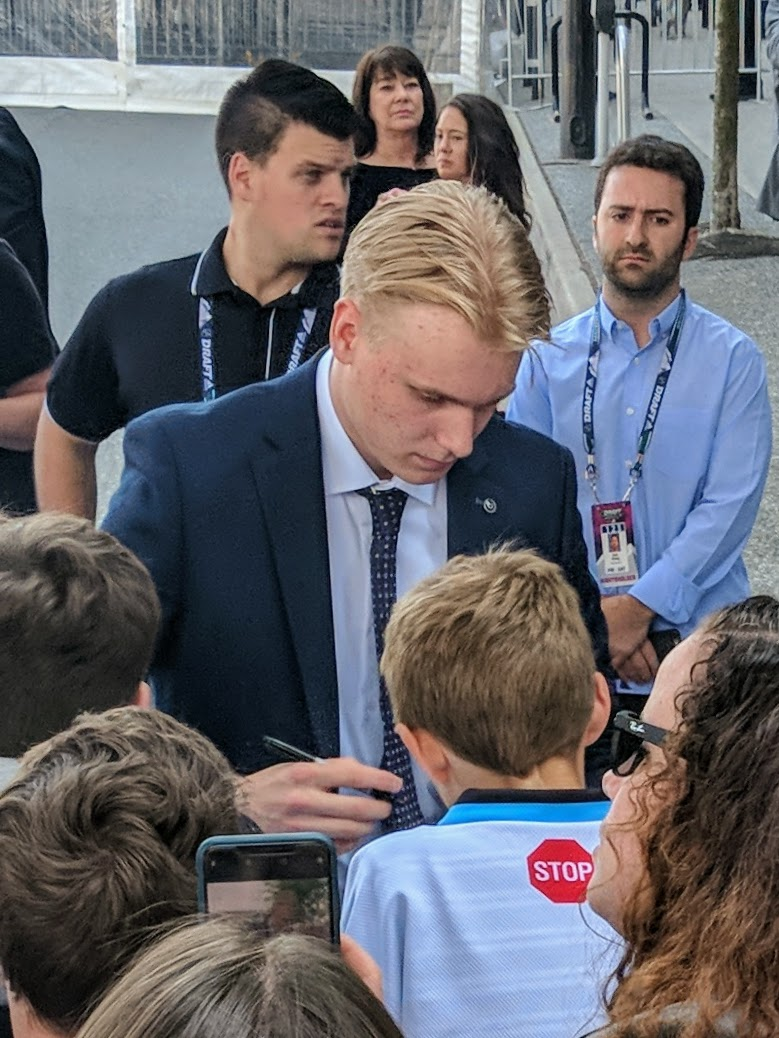
Kaapo Kakko valdes av New York Rangers som andre spelare totalt.

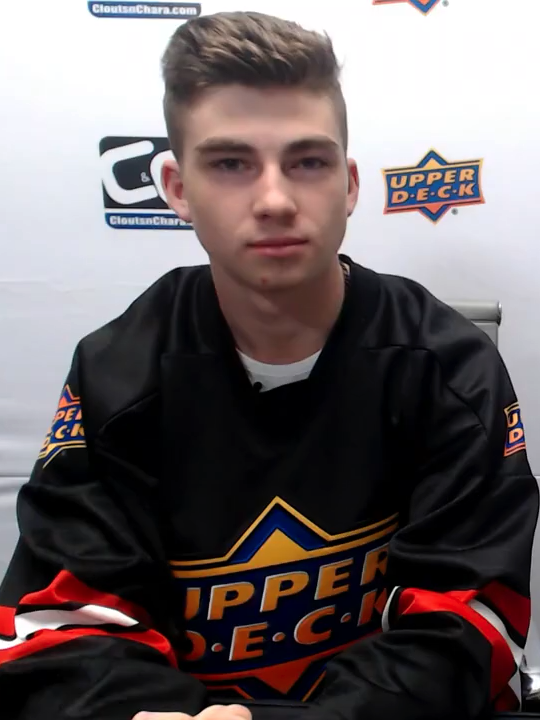
Kirby Dach valdes av Chicago Blackhawks som tredje spelare totalt.

NHL Entry Draft 2019 var den 57:e draften i nordamerikanska ishockeyligan National Hockey League och hölls den 21–22 juni 2019 i Rogers Arena i Vancouver, British Columbia i Kanada. Den amerikanske centern Jack Hughes valdes som nummer ett av New Jersey Devils.

## Spelare som var berättigade till att bli draftade
- Spelare som var födda mellan 1 januari 1999 och 15 september 2001 var berättigade till att bli draftade i detta års NHL Entry Draft.[3]
- Spelare som var födda 1998 men som inte var tidigare draftade och hade medborgarskap i ett land utanför Nordamerika, var också berättigade att bli draftade i årets NHL Entry Draft.[3]
- Spelare som var födda efter 30 juni 1999 och blev draftade i NHL Entry Draft 2017, men blev aldrig kontrakterade av sina draftade medlemsorganisation kunde åter bli draftade i årets NHL Entry Draft.[3]

## Rankning inför draften

### Mittsäsongsrankingen
Den 21 januari 2019 presenterade NHL:s scoutorgan Central Scouting Bureau sin mittsäsongsrankning för de spelare som rankades högst att gå i draften i juni.
Spelarna är placerade efter var de spelade under säsongen 2018–2019.
| #  | Nordamerikanska utespelare | Europeiska utespelare  |
| -- | -------------------------- | ---------------------- |
| 1  | Jack Hughes (C)            | Kaapo Kakko (HF)       |
| 2  | Kirby Dach (C)             | Vasilij Podkolzin (HF) |
| 3  | Dylan Cozens (C)           | Philip Broberg (B)     |
| 4  | Bowen Byram (B)            | Ilja Nikolajev (C)     |
| 5  | Alex Turcotte (C)          | Victor Söderström (B)  |
| 6  | Matthew Boldy (VF)         | Mortiz Seider (B)      |
| 7  | Trevor Zegras (C)          | Ville Heinola (B)      |
| 8  | Peyton Krebs (C)           | Tobias Björnfot (B)    |
| 9  | Thomas Harley (B)          | Mikko Kokkonen (B)     |
| 10 | Ryan Suzuki (C)            | Nils Höglander (VF)    |

| # | Nordamerikanska målvakter | Europeiska målvakter |
| - | ------------------------- | -------------------- |
| 1 | Spencer Knight            | Pjotr Kotjetkov      |
| 2 | Hunter Jones              | Samuel Hlavaj        |
| 3 | Mads Søgaard              | Hugo Alnefelt        |

### Slutlig ranking
NHL:s scoutorgan Central Scouting Bureau presenterade sin slutliga rankning, för de spelare som förväntades gå högst i draften, den 15 april 2019.
Spelarna är placerade efter var de spelade under säsongen 2018–2019.
| #  |   | Nordamerikanska utespelare |   | Europeiska utespelare  |
| -- | - | -------------------------- | - | ---------------------- |
| 1  | ▬ | Jack Hughes (C)            | ▬ | Kaapo Kakko (HF)       |
| 2  | ▲ | Bowen Byram (B)            | ▬ | Vasilij Podkolzin (HF) |
| 3  | ▼ | Kirby Dach (C)             | ▲ | Victor Söderström (B)  |
| 4  | ▲ | Alex Turcotte (C)          | ▲ | Ville Heinola (B)      |
| 5  | ▼ | Dylan Cozens (C)           | ▼ | Philip Broberg (B)     |
| 6  | ▲ | Trevor Zegras (C)          | ▬ | Mortiz Seider (B)      |
| 7  | ▲ | Arthur Kaliyev (HF)        | ▲ | Tobias Björnfot (B)    |
| 8  | ▲ | Cole Caufield (HF)         | ▲ | Daniil Misjul (B)      |
| 9  | ▼ | Matthew Boldy (VF)         | ▼ | Ilja Nikolajev (C)     |
| 10 | ▼ | Peyton Krebs (C)           | ▼ | Mikko Kokkonen (B)     |

| # |   | Nordamerikanska målvakter |   | Europeiska målvakter |
| - | - | ------------------------- | - | -------------------- |
| 1 | ▬ | Spencer Knight            | ▬ | Pjotr Kotjetkov      |
| 2 | ▲ | Mads Søgaard              | ▲ | Hugo Alnefelt        |
| 3 | ▼ | Hunter Jones              | ▲ | Lukáš Pařík          |

## Draftlotteriet
Draftlotteriet som bekräftade draftordningen för första rundan i 2019 års NHL Entry Draft verkställdes tisdagen den 9 april nordamerikansk tid. New Jersey Devils, New York Rangers och Chicago Blackhawks vann draftlotteriet och tilldelades första, andra och tredjevalet respektive i första rundan.
| Den som vann förstavalet i första rundan            |
| Den som vann andravalet i första rundan             |
| Den som vann tredjevalet i första rundan            |
| De som inte vann något av toppvalen i första rundan |

| Slutplaceringen | Medlemsorganisation | 1:a   | 2:a   | 3:e   | 4:e   | 5:e   | 6:e   | 7:e   | 8:e   | 9:e   | 10:e  | 11:e  | 12:e  | 13:e  | 14:e  | 15:e  |
| --------------- | ------------------- | ----- | ----- | ----- | ----- | ----- | ----- | ----- | ----- | ----- | ----- | ----- | ----- | ----- | ----- | ----- |
| 31:a            | Ottawa Senators     | 18,5% | 16,5% | 14,4% | 50,6% |       |       |       |       |       |       |       |       |       |       |       |
| 30:e            | Los Angeles Kings   | 13,5% | 13,0% | 12,3% | 33,3% | 27,9% |       |       |       |       |       |       |       |       |       |       |
| 29:e            | New Jersey Devils   | 11,5% | 11,3% | 11,1% | 13,2% | 37,7% | 15,2% |       |       |       |       |       |       |       |       |       |
| 28:e            | Detroit Red Wings   | 9,5%  | 9,6%  | 9,7%  | 2,8%  | 26,1% | 34,0% | 8,3%  |       |       |       |       |       |       |       |       |
| 27:e            | Buffalo Sabres      | 8,5%  | 8,7%  | 8,9%  |       | 8,4%  | 34,5% | 26,7% | 4,3%  |       |       |       |       |       |       |       |
| 26:e            | New York Rangers    | 7,5%  | 7,8%  | 8,0%  |       |       | 16,3% | 38,9% | 19,4% | 2,1%  |       |       |       |       |       |       |
| 25:e            | Edmonton Oilers     | 6,5%  | 6,8%  | 7,1%  |       |       |       | 26,0% | 39,5% | 13,1% | 1,0%  |       |       |       |       |       |
| 24:e            | Anaheim Ducks       | 6,0%  | 6,3%  | 6,7%  |       |       |       |       | 36,8% | 36,0% | 7,8%  | 0,4%  |       |       |       |       |
| 23:a            | Vancouver Canucks   | 5,0%  | 5,3%  | 5,7%  |       |       |       |       |       | 48,8% | 30,7% | 4,3%  | 0,1%  |       |       |       |
| 22:a            | Philadelphia Flyers | 3,5%  | 3,8%  | 4,1%  |       |       |       |       |       |       | 60,5% | 25,7% | 2,4%  | <0,1% |       |       |
| 21:a            | Minnesota Wild      | 3,0%  | 3,3%  | 3,6%  |       |       |       |       |       |       |       | 69,6% | 19,4% | 1,1%  | <0,1% |       |
| 20:e            | Chicago Blackhawks  | 2,5%  | 2,7%  | 3,0%  |       |       |       |       |       |       |       |       | 78,0% | 13,3% | 0,4%  | <0,1% |
| 19:e            | Florida Panthers    | 2,0%  | 2,2%  | 2,4%  |       |       |       |       |       |       |       |       |       | 85,5% | 7,8%  | 0,1%  |
| 18:e            | Arizona Coyotes     | 1,5%  | 1,7%  | 1,8%  |       |       |       |       |       |       |       |       |       |       | 91,8% | 3,2%  |
| 17:e            | Montreal Canadiens  | 1,0%  | 1,1%  | 1,2%  |       |       |       |       |       |       |       |       |       |       |       | 96,7% |

## Draftvalen

### Första valet
De som förväntades slåss om att gå som första draftval var den amerikanska centern Jack Hughes och den finländska högerforwarden Kaapo Kakko. Det blev Hughes som drog det längsta strået och valdes som nummer ett av New Jersey Devils.

### Första rundan
Källa: 
| #  | Spelare                | Nationalitet | Medlemsorganisation                    | Universitets-/College-/Junior-/Klubblag |
| -- | ---------------------- | ------------ | -------------------------------------- | --------------------------------------- |
| 1  | Jack Hughes (C)        | USA          | New Jersey Devils                      | Team USA (USHL)                         |
|    |                        |              |                                        |                                         |
| 2  | Kaapo Kakko (HF)       | Finland      | New York Rangers                       | HC TPS (Liiga)                          |
| 3  | Kirby Dach (C)         | Kanada       | Chicago Blackhawks                     | Saskatoon Blades (WHL)                  |
| 4  | Bowen Byram (B)        | Kanada       | Colorado Avalanche (från Senators)     | Vancouver Giants (WHL)                  |
| 5  | Alex Turcotte (C)      | USA          | Los Angeles Kings                      | Team USA (USHL)                         |
| 6  | Moritz Seider (B)      | Tyskland     | Detroit Red Wings                      | Adler Mannheim (DEL)                    |
| 7  | Dylan Cozens (C)       | Kanada       | Buffalo Sabres                         | Lethbridge Hurricanes (WHL)             |
| 8  | Philip Broberg (B)     | Sverige      | Edmonton Oilers                        | AIK Ishockey (Hockeyallsvenskan)        |
| 9  | Trevor Zegras (C)      | USA          | Anaheim Ducks                          | Team USA (USHL)                         |
| 10 | Vasilij Podkolzin (HF) | Ryssland     | Vancouver Canucks                      | Neva Sankt Petersburg (VHL)             |
| 11 | Victor Söderström (B)  | Sverige      | Arizona Coyotes (från Flyers)          | Brynäs IF (SHL)                         |
| 12 | Matthew Boldy (VF)     | USA          | Minnesota Wild                         | Team USA (USHL)                         |
| 13 | Spencer Knight (MV)    | USA          | Florida Panthers                       | Team USA (USHL)                         |
| 14 | Cameron York (B)       | USA          | Philadelphia Flyers (från Coyotes)     | Team USA (USHL)                         |
| 15 | Cole Caufield (HF)     | USA          | Montreal Canadiens                     | Team USA (USHL)                         |
| 16 | Alex Newhook (C)       | Kanada       | Colorado Avalanche                     | Victoria Grizzlies (BCHL)               |
| 17 | Peyton Krebs (C)       | Kanada       | Vegas Golden Knights                   | Kootenay Ice (WHL)                      |
| 18 | Thomas Harley (B)      | USA          | Dallas Stars                           | Mississauga Steelheads (OHL)            |
| 19 | Lassi Thomson (B)      | Finland      | Ottawa Senators (från Blue Jackets)    | Kelowna Rockets (WHL)                   |
| 20 | Ville Heinola (B)      | Finland      | Winnipeg Jets (från Jets via Rangers)  | Lukko (Liiga)                           |
| 21 | Samuel Poulin (HF)     | Kanada       | Pittsburgh Penguins                    | Phœnix de Sherbrooke (LHJMQ)            |
| 22 | Tobias Björnfot (B)    | Sverige      | Los Angeles Kings (från Maple Leafs)   | Djurgården Hockey (SHL)                 |
| 23 | Simon Holmström (HF)   | Sverige      | New York Islanders                     | HV71 (SHL)                              |
| 24 | Philip Tomasino (C)    | Kanada       | Nashville Predators                    | Niagara Icedogs (OHL)                   |
| 25 | Connor McMichael (C)   | Kanada       | Washington Capitals                    | London Knights (OHL)                    |
| 26 | Jakob Pelletier (VF)   | Kanada       | Calgary Flames                         | Moncton Wildcats (LHJMQ)                |
| 27 | Nolan Foote (VF)       | USA          | Tampa Bay Lightning                    | Kelowna Rockets (WHL)                   |
| 28 | Ryan Suzuki (C)        | Kanada       | Carolina Hurricanes                    | Barrie Colts (OHL)                      |
| 29 | Brayden Tracey (VF)    | Kanada       | Anaheim Ducks (från Sharks via Sabres) | Moose Jaw Warriors (WHL)                |
| 30 | John Beecher (C)       | USA          | Boston Bruins                          | Team USA (USHL)                         |
| 31 | Ryan Johnson (B)       | USA          | Buffalo Sabres (från Blues)            | Sioux Falls Stampede (USHL)             |

### Andra rundan
Källa: 
| #  | Spelare                    | Nationalitet | Medlemsorganisation                                                    | Universitets-/College-/Junior-/Klubblag |
| -- | -------------------------- | ------------ | ---------------------------------------------------------------------- | --------------------------------------- |
| 32 | Shane Pinto (C)            | USA          | Ottawa Senators                                                        | Tri-City Storm (USHL)                   |
| 33 | Arthur Kaliyev (HF)        | USA          | Los Angeles Kings                                                      | Hamilton Bulldogs (OHL)                 |
| 34 | Bobby Brink (HF)           | USA          | Philadelphia Flyers (från Devils via Predators)                        | Sioux City Musketeers (USHL)            |
| 35 | Antti Tuomisto (B)         | Finland      | Detroit Red Wings                                                      | Ässät (Liiga)                           |
| 36 | Pjotr Kotjetkov (MV)       | Ryssland     | Carolina Hurricanes (från Sabres)                                      | HK Rjazan (VHL)                         |
| 37 | Mads Søgaard (MV)          | Danmark      | Ottawa Senators (från Rangers via Hurricanes)                          | Medicine Hat Tigers (WHL)               |
| 38 | Raphaël Lavoie (C)         | Kanada       | Edmonton Oilers                                                        | Halifax Mooseheads (LHJMQ)              |
| 39 | Jackson LaCombe (B)        | USA          | Anaheim Ducks                                                          | Chicago Steel (USHL)                    |
| 40 | Nils Höglander (VF)        | Sverige      | Vancouver Canucks                                                      | Rögle BK (SHL)                          |
| 41 | Kaedan Korczak (B)         | Kanada       | Vegas Golden Knights (från Flyers via Sharks)                          | Kelowna Rockets (WHL)                   |
| 42 | Vladislav Firstov (VF)     | Ryssland     | Minnesota Wild                                                         | Waterloo Black Hawks (USHL)             |
| 43 | Alex Vlasic (B)            | USA          | Chicago Blackhawks                                                     | Team USA (USHL)                         |
| 44 | Jamieson Rees (C)          | Kanada       | Carolina Hurricanes (från Panthers via Sharks och Senators)            | Sarnia Sting (OHL)                      |
| 45 | Jegor Afanasjev (VF)       | Ryssland     | Nashville Predators (från Coyotes via Flyers)                          | Muskegon Lumberjacks (USHL)             |
| 46 | Jayden Struble (B)         | USA          | Montreal Canadiens                                                     | St. Sebastian's Arrows                  |
| 47 | Drew Helleson (B)          | USA          | Colorado Avalanche                                                     | Team USA (USHL)                         |
| 48 | Artemij Knjazev (B)        | Ryssland     | San Jose Sharks (från Golden Knights)                                  | Saguenéens de Chicoutimi (LHJMQ)        |
| 49 | Matthew Robertson (B)      | Kanada       | New York Rangers (från Stars)                                          | Edmonton Oil Kings                      |
| 50 | Samuel Fagemo (VF)         | Sverige      | Los Angeles Kings (från Blue Jackets via Golden Knights och Canadiens) | Frölunda HC (SHL)                       |
| 51 | Simon Lundmark (B)         | Sverige      | Winnipeg Jets                                                          | Linköping HC (SHL)                      |
| 52 | Uladzislaŭ Kaljatjonak (B) | Vitryssland  | Florida Panthers (från Penguins)                                       | Flint Firebirds (OHL)                   |
| 53 | Nicholas Robertson (VF)    | USA          | Toronto Maple Leafs                                                    | Peterborough Petes (OHL)                |
| 54 | Robert Mastrosimone (VF)   | USA          | Detroit Red Wings (från Islanders via Golden Knights)                  | Chicago Steel (USHL)                    |
| 55 | Dillon Hamaliuk (VF)       | Kanada       | San Jose Sharks (från Predators via Devils)                            | Seattle Thunderbirds (WHL)              |
| 56 | Brett Leason (HF)          | Kanada       | Washington Capitals                                                    | Prince Albert Raiders (WHL)             |
| 57 | Samuel Bolduc (B)          | Kanada       | New York Islanders (från Flames)                                       | Armada de Blainville-Boisbriand (LHJMQ) |
| 58 | Karl Henriksson (C)        | Sverige      | New York Rangers (från Lightning)                                      | Frölunda HC (SHL)                       |
| 59 | Hunter Jones (MV)          | Kanada       | Minnesota Wild (från Hurricanes)                                       | Peterborough Petes (OHL)                |
| 60 | Albert Johansson (B)       | Sverige      | Detroit Red Wings (från Sharks)                                        | Färjestad BK (SHL)                      |
| 61 | Nikita Ochotiuk (B)        | Ryssland     | New Jersey Devils (från Bruins)                                        | Ottawa 67's (OHL)                       |
| 62 | Nikita Alechandrov (C)     | Ryssland     | St. Louis Blues                                                        | Charlottetown Islanders (LHJMQ)         |

### Tredje rundan
Källa: 
| #  | Spelare                 | Nationalitet | Medlemsorganisation                                                         | Universitets-/College-/Junior-/Klubblag |
| -- | ----------------------- | ------------ | --------------------------------------------------------------------------- | --------------------------------------- |
| 63 | Matthew Stienburg (C)   | Kanada       | Colorado Avalanche (från Senators)                                          | Sioux City Musketeers (USHL)            |
| 64 | Mattias Norlinder (B)   | Sverige      | Montreal Canadiens (från Kings)                                             | Modo Hockey (Hockeyallsvenskan)         |
| 65 | Alexander Campbell (VF) | Kanada       | Nashville Predators (från Devils via Oilers och Flyers)                     | Victoria Grizzlies (BCHL)               |
| 66 | Albin Grewe (HF)        | Sverige      | Detroit Red Wings                                                           | Djurgården Hockey (SHL)                 |
| 67 | Erik Portillo (MV)      | Sverige      | Buffalo Sabres                                                              | Frölunda HC (SHL)                       |
| 68 | Zachary Jones (B)       | USA          | New York Rangers                                                            | Tri-City Storm (USHL)                   |
| 69 | John Ludvig (B)         | USA          | Florida Panthers (från Oilers)                                              | Portland Winterhawks (WHL)              |
| 70 | Daniil Misjul (B)       | Ryssland     | New Jersey Devils (från Ducks)                                              | Lokomotiv Jaroslavl (KHL)               |
| 71 | Hugo Alnefelt (MV)      | Sverige      | Tampa Bay Lightning (från Canucks)                                          | HV71 (SHL)                              |
| 72 | Ronald Attard (B)       | USA          | Philadelphia Flyers                                                         | Tri-City Storm (USHL)                   |
| 73 | Patrik Puistola (HF)    | Finland      | Carolina Hurricanes (från Wild)                                             | Tappara (Liiga)                         |
| 74 | Nathan Légaré (HF)      | Kanada       | Pittsburgh Penguins (från Blackhawks via Coyotes)                           | Drakkar de Baie-Comeau (LHJMQ)          |
| 75 | Adam Beckman (VF)       | Kanada       | Minnesota Wild (från Panthers via Predators)                                | Spokane Chiefs (WHL)                    |
| 76 | John Farinacci (C)      | USA          | Arizona Coyotes                                                             | Dexter Academy                          |
| 77 | Gianni Fairbrother (B)  | Kanada       | Montreal Canadiens                                                          | Everett Silvertips (WHL)                |
| 78 | Alex Beaucage (HF)      | Kanada       | Colorado Avalanche                                                          | Huskies de Rouyn-Noranda (LHJMQ)        |
| 79 | Pavel Dorofejev (VF)    | Ryssland     | Vegas Golden Knights                                                        | Stalnye Lisy (MHL)                      |
| 80 | Graeme Clarke (HF)      | Kanada       | New Jersey Devils (från Stars)                                              | Ottawa 67's (OHL)                       |
| 81 | Cole Schwindt (HF)      | Kanada       | Florida Panthers (från Blue Jackets)                                        | Mississauga Steelheads (OHL)            |
| 82 | Michael Vukojevic (B)   | Kanada       | New Jersey Devils (från Jets via Golden Knights, Sharks och Golden Knights) | Kitchener Rangers (OHL)                 |
| 83 | Anttoni Honka (B)       | Finland      | Carolina Hurricanes (från Penguins via Golden Knights och Senators)         | JYP (Liiga)                             |
| 84 | Mikko Kokkonen (B)      | Finland      | Toronto Maple Leafs                                                         | Mikkelin Jukurit (Liiga)                |
| 85 | Ilja Konovalov (MV)     | Ryssland     | Edmonton Oilers (från Islanders)                                            | Lokomotiv Jaroslavl (KHL)               |
| 86 | Layton Ahac (B)         | Kanada       | Vegas Golden Knights (från Predators)                                       | Prince George Spruce Kings (BCHL)       |
| 87 | Lukáš Pařík (MV)        | Tjeckien     | Los Angeles Kings (från Capitals)                                           | HC Bílí Tygři Liberec (Extraliga)       |
| 88 | Ilja Nikolajev (C)      | Ryssland     | Calgary Flames                                                              | Loko Jaroslavl (MHL)                    |
| 89 | Maxim Čajkovič (HF)     | Slovakien    | Tampa Bay Lightning                                                         | Saint John Sea Dogs (LHJMQ)             |
| 90 | Domenick Fensore (B)    | USA          | Carolina Hurricanes                                                         | Team USA (USHL)                         |
| 91 | Aliaksei Protas (C)     | Vitryssland  | Washington Capitals (från Sharks via Devils)                                | Prince Albert Raiders (WHL)             |
| 92 | Quinn Olson (VF)        | Kanada       | Boston Bruins                                                               | Okotoks Oilers (AJHL)                   |
| 93 | Colten Ellis (MV)       | Kanada       | St. Louis Blues                                                             | Océanic de Rimouski (LHJMQ)             |

### Fjärde rundan
Källa: 
| #   | Spelare               | Nationalitet | Medlemsorganisation                                                                  | Universitets-/College-/Junior-/Klubblag |
| --- | --------------------- | ------------ | ------------------------------------------------------------------------------------ | --------------------------------------- |
| 94  | Viktor Lodin (C)      | Sverige      | Ottawa Senators                                                                      | Örebro HK (SHL)                         |
| 95  | Jordan Spence (B)     | Kanada       | Los Angeles Kings                                                                    | Moncton Wildcats (LHJMQ)                |
| 96  | Tyce Thompson (HF)    | USA          | New Jersey Devils                                                                    | Providence Friars (NCAA)                |
| 97  | Ethan Phillips (C)    | Kanada       | Detroit Red Wings                                                                    | Sioux Falls Stampede (NCAA)             |
| 98  | Matias Maccelli (VF)  | Finland      | Arizona Coyotes (från Sabres)                                                        | Dubuque Fighting Saints (USHL)          |
| 99  | Cade Webber (B)       | USA          | Carolina Hurricanes (från Rangers via Bruins och Wild)                               | Rivers Red Wings                        |
| 100 | Matěj Blümel (HF)     | Tjeckien     | Edmonton Oilers                                                                      | Waterloo Black Hawks (USHL)             |
| 101 | Henry Thrun (B)       | USA          | Anaheim Ducks                                                                        | Team USA (USHL)                         |
| 102 | Aaron Huglen (HF)     | USA          | Buffalo Sabres (från Canucks)                                                        | Fargo Force (USHL)                      |
| 103 | Mason Millman (B)     | Kanada       | Philadelphia Flyers                                                                  | Saginaw Spirit (OHL)                    |
| 104 | Eric Hjorth (B)       | Sverige      | Columbus Blue Jackets (från Wild via Coyotes, Penguins, Wild, Penguins och Panthers) | Linköpng HC (SHL)                       |
| 105 | Michal Teplý (VF)     | Tjeckien     | Chicago Blackhawks                                                                   | HC Bílí Tygři Liberec (Extraliga)       |
| 106 | Carter Berger (B)     | Kanada       | Florida Panthers                                                                     | Victoria Grizzlies (BCHL)               |
| 107 | Aleksandr Darin       | Ryssland     | Arizona Coyotes                                                                      | Loko Jaroslavl (MHL)                    |
| 108 | Jegor Spiridonov (C)  | Ryssland     | San Jose Sharks (från Canadiens)                                                     | Stalnye Lisy (MHL)                      |
| 109 | Marc Del Gaizo (B)    | USA          | Nashville Predators (via Avalanche)                                                  | Muskegon Lumberjacks (USHL)             |
| 110 | Ryder Donovan (C)     | USA          | Vegas Golden Knights                                                                 | Dubuque Fighting Saints (USHL)          |
| 111 | Samuel Sjölund (B)    | Sverige      | Dallas Stars                                                                         | AIK Ishockey (Hockeyallsvenskan)        |
| 112 | Hunter Skinner (B)    | USA          | New York Rangers (via Blue Jackets)                                                  | Lincoln Stars (USHL)                    |
| 113 | Henri Nikkanen (C)    | Finland      | Winnipeg Jets                                                                        | Mikkelin Jukurit (Liiga)                |
| 114 | Dmitrij Voronkov (VF) | Ryssland     | Columbus Blue Jackets (från Penguins via Panthers)                                   | Irbis Kazan (MHL)                       |
| 115 | Michail Abramov (C)   | Ryssland     | Toronto Maple Leafs                                                                  | Tigres de Victoriaville (LHJMQ)         |
| 116 | Lucas Feuk (VF)       | Sverige      | Calgary Flames (från Islanders)                                                      | Södertälje SK (Hockeyallsvenskan)       |
| 117 | Semjon Tjistjakov (B) | Ryssland     | Nashville Predators                                                                  | Tolpar Ufa (MHL)                        |
| 118 | Case McCarthy (B)     | USA          | New Jersey Devils (från Capitals)                                                    | Team USA (USHL)                         |
| 119 | Kim Nousiainen (B)    | Finland      | Los Angeles Kings (från Flames via Canadiens)                                        | KalPa (Liiga)                           |
| 120 | Max Crozier (B)       | Kanada       | Tampa Bay Lightning                                                                  | Sioux Falls Stampede (USHL)             |
| 121 | Tuukka Tieksola (HF)  | Finland      | Carolina Hurricanes                                                                  | Kärpät (Liiga)                          |
| 122 | Ethan Keppen (VF)     | Kanada       | Vancouver Canucks (från Sharks)                                                      | Flint Firebirds (OHL)                   |
| 123 | Antti Saarela (C)     | Finland      | Chicago Blackhawks (från Bruins)                                                     | Ilves (Liiga)                           |
| 124 | Nick Abruzzese (C)    | USA          | Toronto Maple Leafs (från Blues)                                                     | Chicago Steel (USHL)                    |

### Femte rundan
Källa: 
| #   | Spelare                  | Nationalitet | Medlemsorganisation                                          | Universitets-/College-/Junior-/Klubblag |
| --- | ------------------------ | ------------ | ------------------------------------------------------------ | --------------------------------------- |
| 125 | Mark Kastelic (C)        | USA          | Ottawa Senators                                              | Calgary Hitmen (WHL)                    |
| 126 | Jacob LeGuerrier (B)     | Kanada       | Montreal Canadiens (från Kings)                              | Sault Ste. Marie Greyhounds (OHL)       |
| 127 | Cole Brady (MV)          | Kanada       | New Jersey Devils                                            | Janesville Jets (NAHL)                  |
| 128 | Cooper Moore (B)         | USA          | Detroit Red Wings                                            | Brunswick Bruins                        |
| 129 | Arsenj Gritsjuk (HF)     | Ryssland     | New Jersey Devils (från Sabres via Red Wings och Capitals)   | Omskie Yastreby (MHL)                   |
| 130 | Leevi Aaltonen (HF)      | Finland      | New York Rangers                                             | KalPa (Liiga)                           |
| 131 | Rhett Pitlick (VF)       | USA          | Montreal Canadiens (från Oilers)                             | Omaha Lancers (USHL)                    |
| 132 | Trevor Janicke (C)       | USA          | Anaheim Ducks                                                | Central Illinois Flying Aces (USHL)     |
| 133 | Carson Focht (C)         | Kanada       | Vancouver Canucks                                            | Calgary Hitmen (WHL)                    |
| 134 | Harrison Blaisdell (C)   | Kanada       | Winnipeg Jets (från Flyers)                                  | Chilliwack Chiefs (BCHL)                |
| 135 | Isaiah Saville (MV)      | USA          | Vegas Golden Knights (från Wild)                             | Tri-City Storm (USHL)                   |
| 136 | Henrik Rybinski (HF)     | Kanada       | Florida Panthers (från Blackhawks via Canadiens)             | Seattle Thunderbirds (WHL)              |
| 137 | Owen Lindmark (C)        | USA          | Florida Panthers                                             | Team USA (USHL)                         |
| 138 | Frederik Dichow (MV)     | Danmark      | Montreal Canadiens (från Coyotes via Blackhawks och Kings)   | Vojens Ishockey Klub                    |
| 139 | Marcus Kallionkieli (VF) | Finland      | Vegas Golden Knights (från Canadiens)                        | Sioux City Musketeers (USHL)            |
| 140 | Sasha Mutala (HF)        | Kanada       | Colorado Avalanche                                           | Tri-City Americans (WHL)                |
| 141 | Mason Primeau (C)        | Kanada       | Vegas Golden Knights                                         | North Bay Battalion (OHL)               |
| 142 | Nicholas Porco (VF)      | Kanada       | Dallas Stars                                                 | Saginaw Spirit (OHL)                    |
| 143 | Filip Cederqvist (VF)    | Sverige      | Buffalo Sabres (från Blue Jackets via Red Wings)             | Växjö Lakers HC (SHL)                   |
| 144 | Logan Neaton (MV)        | USA          | Winnipeg Jets                                                | Prince George Spruce Kings (BCHL)       |
| 145 | Judd Caulfield (HF)      | USA          | Pittsburgh Penguins                                          | Team USA (USHL)                         |
| 146 | Michael Koster (B)       | USA          | Toronto Maple Leafs                                          | Tri-City Storm (USHL)                   |
| 147 | Reece Newkirk (C)        | Kanada       | New York Islanders                                           | Portland Winterhawks (WHL)              |
| 148 | Ethan Haider (MV)        | USA          | Nashville Predators                                          | Minnesota Magicians (NAHL)              |
| 149 | Matvej Guskov (C)        | Ryssland     | Minnesota Wild (från Capitals via Canadiens)                 | London Knights (OHL)                    |
| 150 | Josh Nodler (C)          | USA          | Calgary Flames                                               | Fargo Force (USHL)                      |
| 151 | Aku Räty (HF)            | Finland      | Arizona Coyotes (från Lightning via Blackhawks och Penguins) | Kärpät (Liiga)                          |
| 152 | Kirill Slepets (HF)      | Ryssland     | Carolina Hurricanes                                          | Loko Jaroslavl (MHL)                    |
| 153 | Martin Haš (B)           | Tjeckien     | Washington Capitals (från Sharks)                            | Tappara (Liiga)                         |
| 154 | Roman Bytjkov (B)        | Ryssland     | Boston Bruins                                                | Loko Jaroslavl (MHL)                    |
| 155 | Keean Washkurak (C)      | Kanada       | St. Louis Blues                                              | Mississauga Steelheads (OHL)            |

### Sjätte rundan
Källa: 
| #   | Spelare                 | Nationalitet | Medlemsorganisation                             | Universitets-/College-/Junior-/Klubblag |
| --- | ----------------------- | ------------ | ----------------------------------------------- | --------------------------------------- |
| 156 | Artūrs Šilovs (MV)      | Lettland     | Vancouver Canucks (från Senators)               | HK Riga (MHL)                           |
| 157 | Braden Doyle (B)        | USA          | Los Angeles Kings                               | Lawrence Spartans                       |
| 158 | Patrick Moynihan (HF)   | USA          | New Jersey Devils                               | Team USA (USHL)                         |
| 159 | Elmer Söderblom (HF)    | Sverige      | Detroit Red Wings                               | Frölunda HC (SHL)                       |
| 160 | Lukáš Rousek (HF)       | Tjeckien     | Buffalo Sabres                                  | HC Sparta Prag (Extraliga)              |
| 161 | Adam Edström (C)        | Sverige      | New York Rangers                                | Mora IK (SHL)                           |
| 162 | Tomas Mazura (C)        | Tjeckien     | Edmonton Oilers                                 | Kimball Union Wildcats                  |
| 163 | William Francis (B)     | USA          | Anaheim Ducks                                   | Cedar Rapids Roughriders (USHL)         |
| 164 | Timur Ibragimov (VF)    | Ryssland     | San Jose Sharks (från Canucks)                  | SKA Sierebrjanyje (MHL)                 |
| 165 | Jegor Serdjuk (HF)      | Ryssland     | Philadelphia Flyers                             | Tigres de Victoriaville (LHJMQ)         |
| 166 | Marshall Warren (B)     | USA          | Minnesota Wild                                  | Team USA (USHL)                         |
| 167 | Dominic Basse (C)       | USA          | Chicago Blackhawks                              | Selects Hockey Academy                  |
| 168 | Greg Meireles (C)       | Kanada       | Florida Panthers                                | Kitchener Rangers (OHL)                 |
| 169 | Roddy Ross (MV)         | Kanada       | Philadelphia Flyers (från Coyotes)              | Seattle Thunderbirds (WHL)              |
| 170 | Arsen Chisamutdinov (C) | Ryssland     | Montreal Canadiens                              | Reaktor Nizjnekamsk (MHL)               |
| 171 | Luka Burzan (HF)        | Kanada       | Colorado Avalanche                              | Brandon Wheat Kings (WHL)               |
| 172 | Nikita Nesterenko (C)   | USA          | Minnesota Wild (från Golden Knights)            | Lawrenceville School                    |
| 173 | Benjamin Brinkman (B)   | USA          | Dallas Stars                                    | Edina Hornets                           |
| 174 | Danil Savunov (VF)      | Ryssland     | Arizona Coyotes (från Blue Jackets)             | Disel Penza (VHL)                       |
| 175 | Karel Plášek (HF)       | Tjeckien     | Buffalo Sabres (från Jets)                      | HC Kometa Brno (Extraliga)              |
| 176 | Anthony Romano (C)      | Kanada       | Arizona Coyotes (från Penguins)                 | Sioux Falls Stampede (USHL)             |
| 177 | Gustav Berglund (B)     | Sverige      | Detroit Red Wings (från Maple Leafs via Sabres) | Frölunda HC (SHL)                       |
| 178 | Félix Bibeau (C)        | Kanada       | New York Islanders                              | Huskies de Rouyn-Noranda (LHJMQ)        |
| 179 | Isak Walther (HF)       | Sverige      | Nashville Predators                             | Södertälje SK (Hockeyallsvenskan)       |
| 180 | Jack Malone (HF)        | USA          | Vancouver Canucks (från Capitals)               | Youngstown Phantoms (USHL)              |
| 181 | Kevin Wall (HF)         | USA          | Carolina Hurricanes (från Flames)               | Chilliwack Chiefs (BCHL)                |
| 182 | Quinn Schmiemann (B)    | Kanada       | Tampa Bay Lightning                             | Kamloops Blazers (WHL)                  |
| 183 | Blake Murray (C)        | Kanada       | Carolina Hurricanes                             | Sudbury Wolves (OHL)                    |
| 184 | Santeri Hatakka (B)     | Finland      | San Jose Sharks                                 | Jokerit (KHL)                           |
| 185 | Matias Mantykivi (C)    | Finland      | Boston Bruins                                   | Ketterä (Mestis)                        |
| 186 | Mathew Hill (B)         | Kanada       | Anaheim Ducks (från Blues)                      | Barrie Colts (OHL)                      |

### Sjunde rundan
Källa: 
| #   | Spelare                   | Nationalitet | Medlemsorganisation                              | Universitets-/College-/Junior-/Klubblag |
| --- | ------------------------- | ------------ | ------------------------------------------------ | --------------------------------------- |
| 187 | Maxence Guénette (B)      | Kanada       | Ottawa Senators                                  | Foreurs de Val-d'Or (LHJMQ)             |
| 188 | Andre Lee (VF)            | Kanada       | Los Angeles Kings                                | Sioux Falls Stampede (USHL)             |
| 189 | Nikola Pašić (HF)         | Sverige      | New Jersey Devils                                | Linköping HC (SHL)                      |
| 190 | Kirill Tyutyayev (VF)     | Ryssland     | Detroit Red Wings                                | Avto Jekaterinburg (MHL)                |
| 191 | Carter Gylander (MV)      | Kanada       | Detroit Red Wings (från Sabres)                  | Sherwood Park Crusaders (AJHL)          |
| 192 | Jake Schmaltz (VF)        | USA          | Boston Bruins (från Rangers)                     | Chicago Steel (USHL)                    |
| 193 | Maxim Denezhkin (C)       | Ryssland     | Edmonton Oilers                                  | Loko Jaroslavl (MHL)                    |
| 194 | Cole Moberg (B)           | Kanada       | Chicago Blackhawks (från Ducks)                  | Prince George Cougars (WHL)             |
| 195 | Aidan McDonough (VF)      | USA          | Vancouver Canucks                                | Cedar Rapids Roughriders (USHL)         |
| 196 | Bryce Brodzinski (HF)     | USA          | Philadelphia Flyers                              | Blaine Bengals                          |
| 197 | Filip Lindberg (MV)       | Finland      | Minnesota Wild                                   | UMass Minutemen                         |
| 198 | Mikhail Shalagin (VF)     | Ryssland     | Tampa Bay Lightning (från Blackhawks)            | MHK Spartak Moskva (MHL)                |
| 199 | Matthew Wedman (C)        | Kanada       | Florida Panthers                                 | Seattle Thunderbirds (WHL)              |
| 200 | Axel Bergkvist (B)        | Sverige      | Arizona Coyotes                                  | Leksands IF (Hockeyallsvenskan)         |
| 201 | Rafaël Harvey-Pinard (VF) | Kanada       | Montreal Canadiens (från Canadiens via Flyers)   | Huskies de Rouyn-Noranda (LHJMQ)        |
| 202 | Trent Miner (MV)          | Kanada       | Colorado Avalanche                               | Vancouver Giants (WHL)                  |
| 203 | Valtteri Puustinen (HF)   | Finland      | Pittsburgh Penguins (från Golden Knights)        | HPK (Liiga)                             |
| 204 | Kalle Loponen (B)         | Finland      | Toronto Maple Leafs (från Stars)                 | Hermes (Mestis)                         |
| 205 | Eric Ciccolini (HF)       | Kanada       | New York Rangers (från Blue Jackets)             | Toronto Jr. Canadiens (OJHL)            |
| 206 | Kieran Ruscheinski (B)    | Kanada       | Montreal Canadiens (från Jets)                   | Calgary Northstars (AMHL)               |
| 207 | Valentin Nussbaumer (C)   | Schweiz      | Arizona Coyotes (från Penguins)                  | Cataractes de Shawinigan (LHJMQ)        |
| 208 | Vadim Zherenko (MV)       | Ryssland     | St. Louis Blues (från Maple Leafs)               | MHK Dynamo Moskva (MHL)                 |
| 209 | Cole Coskey (HF)          | USA          | New York Islanders                               | Saginaw Spirit (OHL)                    |
| 210 | Juuso Pärssinen (C)       | Finland      | Nashville Predators                              | HC TPS (Liiga)                          |
| 211 | Santeri Airola (B)        | Finland      | Pittsburgh Penguins (från Capitals via Sharks)   | SaiPa (Liiga)                           |
| 212 | Tyler Angle (C)           | Kanada       | Columbus Blue Jackets (från Flames via Senators) | Windsor Spitfires (OHL)                 |
| 213 | McKade Webster (VF)       | USA          | Tampa Bay Lightning                              | Green Bay Gamblers (USHL)               |
| 214 | Dustin Wolf (MV)          | USA          | Calgary Flames (från Hurricanes)                 | Everett Silvertips (WHL)                |
| 215 | Arvid Costmar (C)         | Sverige      | Vancouver Canucks (från Hurricanes via Flames)   | Linköping HC (SHL)                      |
| 216 | Massimo Rizzo (C)         | Kanada       | Carolina Hurricanes (från Bruins via Rangers)    | Penticton Vees (BCHL)                   |
| 217 | Jérémy Michel (VF)        | Kanada       | St. Louis Blues                                  | Foreurs de Val-d'Or (LHJMQ)             |

## Draftade spelare per nationalitet
| # | Nationalitet | Antal draftval | %     |
|   | Nordamerika  | 127            | 58,5% |
| - | ------------ | -------------- | ----- |
| 1 | Kanada       | 70             | 32,3% |
| 2 | USA          | 57             | 26,3% |
|   | Europa       | 90             | 41,5% |
| 3 | Ryssland     | 28             | 12,9% |
| 4 | Sverige      | 24             | 11,1% |
| 5 | Finland      | 23             | 10,6% |
| 6 | Tjeckien     | 7              | 3,2%  |
| 7 | Vitryssland  | 2              | 0,9%  |
|   | Danmark      | 2              | 0,9%  |
| 9 | Tyskland     | 1              | 0,5%  |
|   | Schweiz      | 1              | 0,5%  |
|   | Slovakien    | 1              | 0,5%  |